# Forteresse aldobrandesque (Campagnatico)
La Forteresse aldobrandesque (en italien ; Rocca Aldobrandesca), est un château situé dans le système défensif du centre historique de Campagnatico (province de Grosseto), en Toscane,.

## Histoire
Une première fortification est édifiée au Xe siècle par les Aldobrandeschi et, au cours des siècles suivants, les travaux de fortification du village sont achevés, qui se terminent au XIIIe siècle avec la construction de la forteresse aldobrandesque et des remparts. Au cours du siècle, l'influence siennoise a également commencé à se faire sentir, ce qui a conduit à une série de conflits qui ont abouti à l'assassinat d'Omberto Aldobrandeschi (it), épisode également mentionné par Dante Alighieri dans sa Divine Comédie (Purgatoire, XI, 52-72).
Entre la fin du XIIIe siècle et le début du XIVe siècle, le lieu fut complètement soumis à la république de Sienne. Après quelques dégradations subies par la forteresse et les murailles entre la seconde moitié du XIVe siècle et le début du XVe siècle, l'ensemble fortifié a été entièrement rénové à l'aide de matériaux en pierre de récupération.
Au milieu du XVIe siècle, avec la chute définitive de Sienne, Campagnatico et sa forteresse sont devenues une partie du grand-duché de Toscane et, depuis lors, sa fortune a suivi. Au cours des siècles suivants, la forteresse a subi des interventions de restructuration et de réaménagement qui ont partiellement modifié son aspect d'origine.

## Description
La Rocca aldobrandesca de Campagnatico est située en position dominante sur toute la ville, la vallée de l'Ombrone et toute la zone vallonnée environnante.
L'ensemble est constitué d'une tour à section quadrangulaire, avec une imposante base inclinée. Les murs sont entièrement recouverts de pierre, avec quelques fenêtres ouvrant à différentes hauteurs ; d'un côté, la tour s'adosse à une haute courtine qui rend l'ensemble encore plus puissant. Autour de la tour, il y a des bâtiments en pierre, qui faisaient à l'origine partie du complexe, qui ont subi quelques modifications au cours des siècles passés.

## Galerie

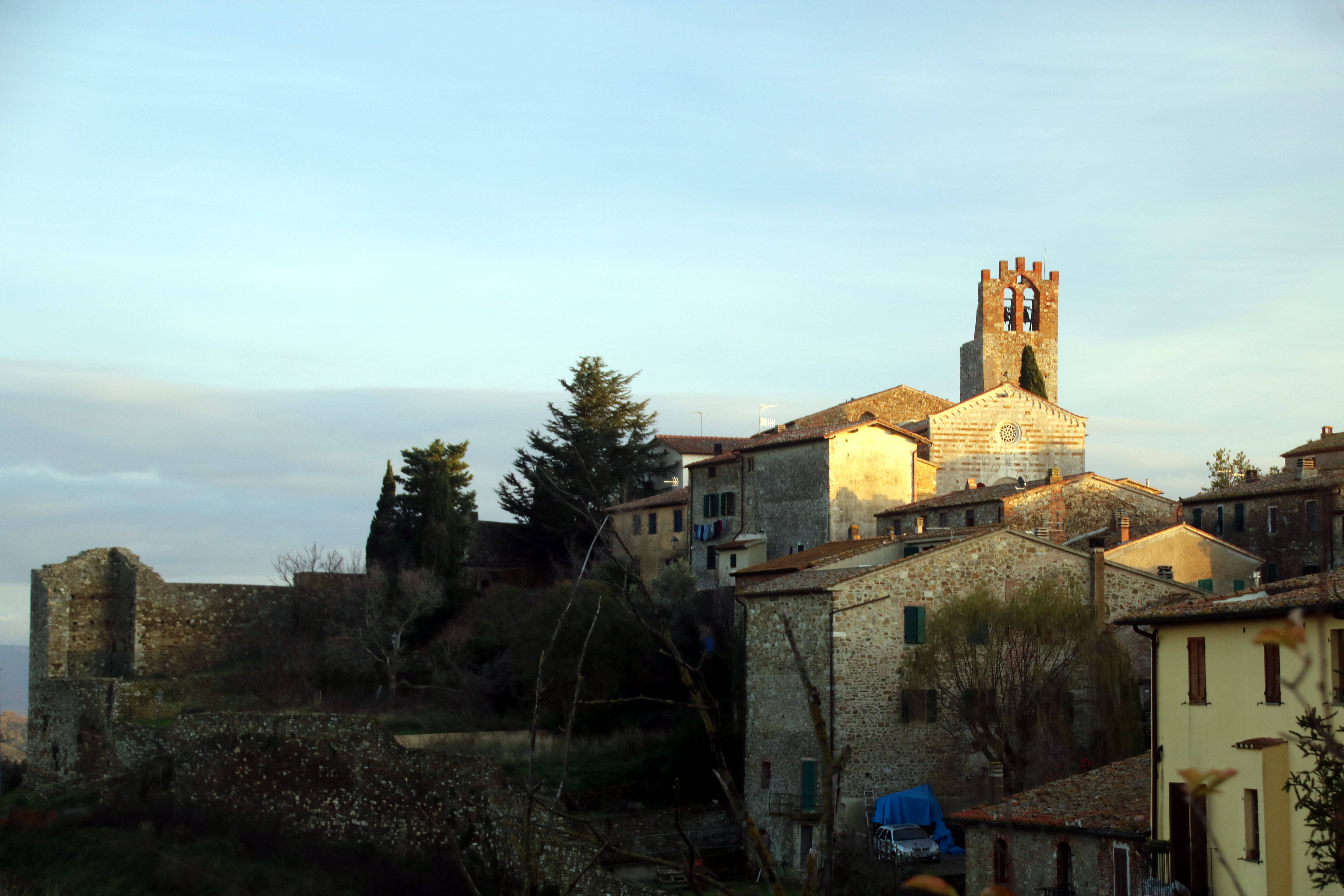
Campagnatico
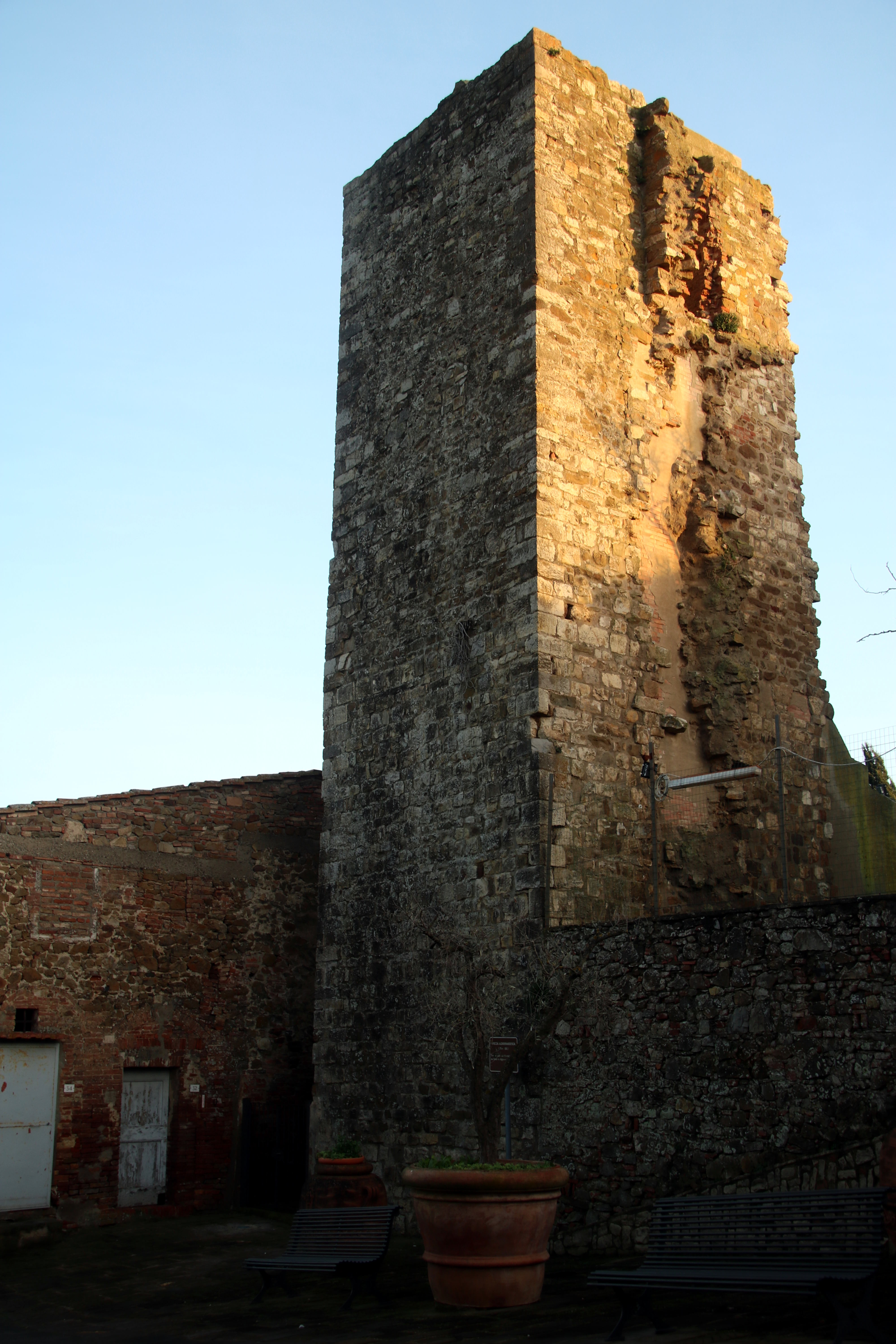
La tour
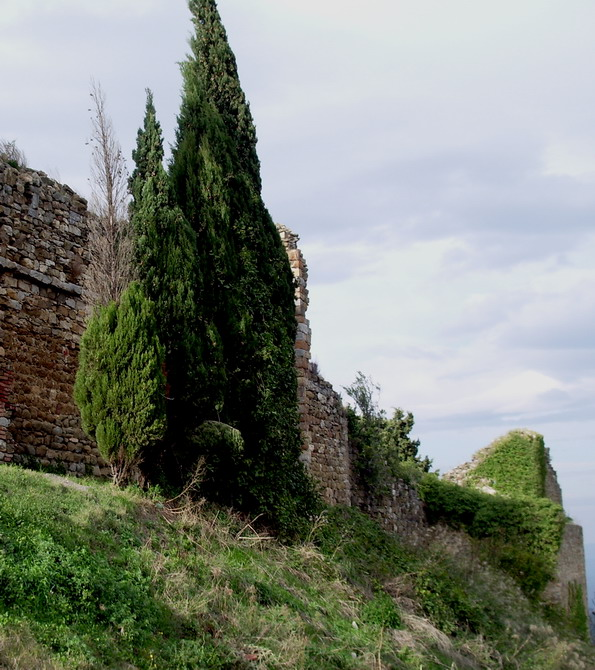
Les murs d'enceinte